# Begonia viridiflora
Espèce
Synonymes
- Begonia viridiflora var. parviflora L.B.Sm. & B.G.Schub.[1]

Begonia viridiflora est une espèce de plantes de la famille des Begoniaceae.
L'espèce fait partie de la section Cyathocnemis.
Elle a été décrite en 1859 par Alphonse Pyrame de Candolle (1806-1893).

## Répartition géographique
Cette espèce est originaire du pays suivant : Pérou.

## Liste des variétés
Selon Tropicos (23 février 2017) (Attention liste brute contenant possiblement des synonymes) :
- variété Begonia viridiflora var. parviflora L.B. Sm. & B.G. Schub.
- variété Begonia viridiflora var. viridiflora